# Fujisaki Yoshitaka
Yoshitaka Fujisaki (sinh ngày 16 tháng 5 năm 1975) là một cầu thủ bóng đá người Nhật Bản.

## Sự nghiệp câu lạc bộ
Yoshitaka Fujisaki đã từng chơi cho Avispa Fukuoka.